# Eugenia guatemalensis
Eugenia guatemalensis är en myrtenväxtart som beskrevs av John Donnell Smith. Eugenia guatemalensis ingår i släktet Eugenia och familjen myrtenväxter. Inga underarter finns listade i Catalogue of Life.